# Objective structured clinical examination
Die Objective structured clinical examination (OSCE) ist ein Prüfungsformat im Medizinstudium, das dazu dienen soll, klinische Kompetenz von Medizinstudierenden zu überprüfen. Es soll praktische Fähigkeiten des medizinischen Alltags wie körperliche Untersuchung, Rezeptieren von Arzneimitteln, Anfordern von Untersuchungen und bildgebenden Verfahren, Befundinterpretation und -mitteilung sowie psychosoziale Kompetenzen prüfen. Das Format wurde erstmals 1975 vorgestellt.

## Zielsetzung
Das OSCE-Prüfungsformat soll im Gegensatz zu den sonst im Medizinstudium häufigen Multiple-Choice-Fragen dazu dienen, nicht Faktenwissen, sondern klinische Kompetenz praxisorientiert prüfbar zu machen. Dies wird in der Novelle der Ärztlichen Approbationsordnung vom Oktober 2003 gefordert. Ein weiterer wesentlicher Punkt ist das Ziel, die Prüfung durch Standardisierung möglichst objektiv, also im Ergebnis unabhängig vom Prüfer und der Reihenfolge von Prüflingen und Stationen selbst zu machen.

## Ablauf
Ein OSCE-Parcours besteht aus mehreren Stationen, die unterschiedliche Aufgaben beinhalten. Klassischerweise wird an jeder Station ein Fall oder Patient (meist Schauspieler) mit einer Problemstellung präsentiert, die unter einer Zeitvorgabe bearbeitet werden muss. Mögliche Anforderungen sind beispielsweise die strukturierte Anamneseerhebung oder bestimmte Schritte der körperlichen Untersuchung, möglich sind auch Stationen, an denen computergestützt weitere Fähigkeiten wie Röntgenbildauswertung oder Auskultation von Herz und Lunge geprüft werden. Auch Videos und Simulationspuppen werden eingesetzt. Die Durchführung stützt sich häufig auf „standardisierte Patienten“, um Veränderungen des Verhaltens von echten Patienten möglichst zu umgehen und die Objektivität zu wahren.
Die Auswertung erfolgt anhand von Checklisten, die entweder durch die standardisierten Patienten oder durch externe Prüfer durchgegangen werden.